# Renard Island
Renard Island ist eine etwa 1,8 km lange und 1,4 km breite Insel in der Hidden Bay zwischen Graham- und Danco-Küste des Grahamlands im Norden der Antarktischen Halbinsel. Vom False Cape Renard am Festland trennt sie eine kleine Meerenge, die erst nach dem Abschmelzen von Eismassen vor dem Jahr 2001 sichtbar wurde. An ihrem nördlichen Ende befindet sich das Kap Renard.
Das UK Antarctic Place-Names Committee benannte sie 2008 in Anlehnung an die Benennung des gleichnamigen Kaps. Dessen Namensgeber ist der belgische Mineraloge Alphonse-François Renard (1842–1903), Mitglied der Kommission zur Belgica-Expedition (1897–1899) des belgischen Polarforschers Adrien de Gerlache de Gomery.